# Milovan Stanić
Milovan Stanić (Omiš, 3. svibnja 1929. – Santa Barbara, 19. srpnja 1989.)[nedostaje izvor], hrvatski slikar.

## Životopis
Rane godine proveo je u rodnome Omišu. Obitelj se kasnije seli u Dubrovnik gdje Milovan 1950. završava srednju Pomorsko-tehničku školu. Potom upisuje Akademiju likovnih umjetnosti u Zagrebu koju napušta nakon prve godine. Nakon putovanja po cijelome svijetu i vječne ljubavi prema Dubrovniku, umire u Santa Barbari u Kaliforniji, SAD, 1989. godine. Proživio je buran život kao umjetnik, slikar kakav se viđa na filmu. Uvijek okružen lijepim ženama, s čašicom pića u jednoj i cigaretom u drugoj ruci. Retrospektivnu izložbu u Umjetničkoj galeriji Dubrovnik priredila mu je mr. sc. Sanja Žaja Vrbica 1999. godine, a 2007. upriličena je izložba njegovih portreta pod nazivom "Portreti Igara". Autor je dr. sc. Tonko Maroević, a tematski je vezana za vrijeme trajanja Dubrovačkih ljetnih igara pa tako portreti najčešće pripadaju poznatim hrvatskim glumcima kao što su Pero Kvrgić, Milka Podrug-Kokotović i drugi.
Godine 2007. je snimljen dokumentarni film u sklopu serijala "Dubrovački likovni umjetnici", autori su Marin Ivanović i Nikša Spremić.